# Rozliczenia pieniężne
Rozliczenia pieniężne – świadome i zgodne z prawem przemieszczanie środków pieniężnych między podmiotami gospodarczymi, instytucjami, osobami fizycznymi.
Rozliczenia pieniężne są zaliczane do rodzajów operacji pośredniczących banku komercyjnego, jeżeli przynajmniej jedna ze stron transakcji dokonuje rozliczenia za pośrednictwem rachunku bankowego.

## Formy rozliczeń
Rozliczenia pieniężne dokonywane za pośrednictwem banku mogą być przeprowadzane w formie gotówkowej bądź bezgotówkowej:
| Rozliczenia gotówkowe                                                                          | Rozliczenia bezgotówkowe |
| ---------------------------------------------------------------------------------------------- | --- |
| - czek gotówkowy, - wpłata gotówkowa, - wypłata gotówkowa, - dowód wpłaty na rachunek bankowy. | - polecenie przelewu, - polecenie zapłaty, - bankowe inkaso faktur, - czeki, - weksle, - karty płatnicze, - rozliczenia kompensacyjne. |